# Ophiobolus eusporus
Ophiobolus eusporus är en svampart som beskrevs av Sacc. 1883. Ophiobolus eusporus ingår i släktet Ophiobolus och familjen Leptosphaeriaceae.   Inga underarter finns listade i Catalogue of Life.